# الحي الزراعي
الحي الزراعي منطقة سكنية في الجانب الأيسر شمال شرق مدينة الموصل، شمال جمهورية العراق، نشأت مساكن الحي متتابعةً فيما بين سنة 1957 حتى سنة 1977م، كان أصل الحي الزراعي قريتين زراعيتين، قرية شاهين آغا، وقرية الرحمانية، اندمجتا في الحي الزراعي، قال إبراهيم خليل العلاف «قرية شاهين اغا وكانت قرية صغيرة في الجنوب الغربي من تل قوينجق هي الآن تقع في الحي الزراعي وقد ادركنا هذه القرية التي تعود إلى المرحوم شاهين اغا بن عبد الرحيم اغا العباسي وكانت محاطة بأشجار العوسج والطرفة والغرب.وهناك قرية الرحمانية التي تعود اراضيها إلى ال عبد الرحيم اغا وإلى ال عبو اليسي وكانت تقع على ضفاف نهر الخوصر وهي اليوم المنطقة المقابلة لحي الثقافة»، ولا يزال اسم مقاطعة الرحمانية وشاهين آغا في السجلات العقارية، ليس في الحي العصري سوق عام، يسكن الحي طبقة تُعدّ غنية، وحدودها حي المهندسين شمالاً وتل قوينجق ومدينة نينوى الأثرية شمال شرق، والسويس وشارع الثقافة شرقاً والنعمانية جنوب شرق، والفيصلية والنصر وشارع الزراعي جنوباً، ومن الغرب طريق المرور السريع، مساكن الحي ذات طرُز معمارية بعضها موروث وبعضها أجنبي، الاستعمال السكني للحي هو الغالب، وفيه جامع الموصل الكبير، وكلية الإمام الأعظم، فرع الموصل، وُزّعت في في المنطقة سنة 2000م أراضٍ سكنية كثيرة على عسكريين، وغلب عليها الطراز الأجنبي ذو التخطيط الشبكي المتعامد فأثّرت سلباً على الهوية العمرانية للمنطقة، قال فارس شكري حميد في كتابه (المقاومة الثقافية في البيئة الحضرية: دراسة تحليلية في تحولات الهوية العمرانية، الصفحة 99): «يتميز سكان الحي المذكور بكونهم من المجتمعات المحافظة على العقيدة الإسلامية والتقاليد والأعراف…إنّ تباعُد أفراد الأسرة النواة عن عوائلهم الأصلية وأقربائهم أدّى إلى تجمعهم مع أسر أخرى بحيث أصبح المجتمع جامعاً للقوميات والأديان والمذاهب المتعددة، يعيشون بانسجام ووئام وتفاهم من دون صراع ولا تزاحم».